# 火災調査
火災調査（かさいちょうさ）とは、発生した火災の原因と損害を調査することである。
火災原因としては、出火した原因ばかりでなく、建築面からの延焼拡大の原因、死傷者の発生による避難上支障となった原因、初期消火などが不奏功であった時の消防用設備面の原因などがあり、火災として起こった事象をどのような角度から調べるかによって、原因が複数存在することになる。火災損害としては、り災した世帯、建物、面積などの火災被害を数値化した損害程度とその火災から算出される損害評価額がある。以下、これらについて詳述する。

## 法的な手続き
火災調査は、法的には消防法第7章において定められた消防機関の行政調査である。消防法により火災予防を目的として、消防法第7章第31条に消防機関が、火災の原因と損害の調査を実施することを定めている。以下、第32条から第34条において、消防職員の火災現場への立入検査権や資料提出命令権、あるいは関係のある者に対する質問権、他の官公署への通報要求権などの火災調査上必要な権限を付与している。
警察機関も火災現場の調査を行う。これは、放火や失火などの犯罪捜査の端緒として任意捜査で行う場合と予め事件性が高く令状による強制捜査として行われる場合である。他に、海上保安庁、労働基準監督署、自衛隊敷地内火災での警務隊、林野火災での森林管理署、航空機火災での運輸安全委員会、海上船舶火災での海難審判所など、それぞれの機関が所管する法令に則り、火災により発生した事案（例：作業場での火災で労働者が負傷した場合の原因を労働基準監督署が調査する。）に関わる事項の調査を実施している。また、火災保険会社も火災保険支払いの損害確定のため現地調査を実施しており、実質的には委託を受けた専門の損害保険鑑定人が行っており、共済保険組合では、組合の担当者が実施している。　　
消防と警察との競合を避ける意味で、消防法第35条に「放火又は失火の疑いのあるときは、その火災の原因の調査の主たる責任及び権限は、消防長又は消防署長にあるものとする。」となっており、火災現場での主たる調査は消防機関が行っている。放火等の犯罪があると認められる時は、消防機関は通報や証拠保全に努めている。
火災時のり災証明は、建物の損害を証明する「不動産り災証明」と什器、備品、商品などの「動産り災証明」があり、いずれも「証明書」として、消防署長名で発行される。地震等の災害においても火災が発生しているり災では、主に消防署が証明書の発行を行う。

## 火災調査の対象区分
火災原因調査及び火災損害調査とし、その範囲は次のとおりとなる。

### 火災原因調査
- 出火原因＝火災の発生経過及び出火箇所
- 発見、通報及び初期消火状況＝発見の動機、通報及び初期消火の一連の行動経過
- 延焼状況＝建物火災の延焼経路、延焼拡大要因等
- 避難状況＝避難経路、避難上の支障要因等
- 消防用設備等及び特殊消防用設備等の状況＝消火設備、警報設備、避難設備及び特殊消防用設備等の使用、作動等の状況

### 火災損害調査
- 人的被害の状況＝火災による死傷者、り災世帯、り災人員等の人的な被害の状況及びその発生状況
- 物的損害の状況＝火災による焼き、消火、爆発等による物的な損害の状況
- 損害額の評価等＝火災により受けた物的な損害の評価、火災保険等の状況

### 火災調査の区分
火災調査の区分に対して、火災となった対象の種別に応じて、名称を区分している。区分には、建物火災、林野火災、車両火災、船舶火災、航空機火災、その他の火災の5種類があり、おおむね諸外国と同じ区分の扱いとなっている。

### 焼損の区分
建物火災の場合、どの程度の規模かを分かりやすくするため、建物の棟ごとに、全焼、半焼、部分焼、ぼやの4つの焼損区分に分けている。

## 火災現場における調査手順
火災は、何らかの原因が出火の起点となって拡大し、周辺の物を含めて焼損させるとともに、場合によっては関係者を死に至らしめるため、手がかりとなる対象が限られており、原因となる事象を究明するのは困難なことである。また、火災現場は、焼けた物の倒壊や落下、さらに消火作業なども含めて、出火時の原型を留めていないことが多く、発掘等の作業手順を間違えると正確な原因にたどり着けなくなる。このため、火災現場では、消防や警察などの関係機関の調査担当者は、現場の保全や発掘等の作業手順などを共有化した調査手順により火災調査活動がなされる。
火災調査活動としては、現場到着時の燃えている状態やその時の関係者の供述内容を現認している消防隊の見分内容が必要となることからこれらを「消防活動中の調査活動」と呼び、次いで、鎮火後に発掘や復元を含めた本格的な現場活動となる「鎮火後の調査活動」、また、出火に関係したと思われる物件の分解や鑑定、あるいは火災実験などの「立証のための調査活動」と呼んで、時系列的に実施されている。
最も重視される「鎮火後の火災現場における調査手順」は、消防活動中の調査内容と関係者からの質問、火災現場の倒壊や焼損状態から、まず、出火箇所を特定することから始まる。数棟が焼損した火災現場では、出火した建物の特定から行われるが、出火した箇所は関係者の確かな供述があったとしても判断が付かないことがあり、このため「出火箇所」は、出火した建物の部屋単位で特定することとなっている。出火箇所は、部屋単位の広さを有する範囲であり、出火したと特定される地点（位置）ではない。次に、出火箇所周辺を含めた周辺範囲から落下、倒壊した焼損物を取り除き（発掘）、できる限り出火時の現場に近い状態にする。その上で、出火箇所から推定される幾つかの出火原因をとりあげ、焼損状態や関係者供述などを踏まえて、最も合理的で妥当とされる出火原因を帰納法により推定して、当該火災の出火原因とする。
例えば、住宅の居室からの火災であれば、放火、子供の火遊び、たばこ、暖房器具や照明器具などの電器製品、石油ストーブ、収れんなど、その出火したと推定される部屋の火災原因となる要因は無数に存在する。これらのそれぞれの原因を取り上げて、妥当性を評価して、出火原因を判定することである。火災原因調査では、建物の用途も工場やホテルなどさまざまであり、自動車、船舶なども対象とすることから、火災の出火原因は多数存在する。ゆえに、出火原因を判定する人によって、原因が異なる場合もあり得ることから、原因判定者は現場調査経験を積んだ者が担当することとなっている。

## 火災の統計
火災の出火原因は、放火などの「故意による事象」、天ぷら油火災などの「過失による事象」、コードの短絡などの「不慮の事象」、落雷などの「自然現象の事象」の4つに大きく分けられる。しかし、これらの原因の表記が一様に定まらないことから、火災原因を統計として扱いやすくするため、火災に対し「発火源」「経過」「着火物」「出火箇所」の分類コードを用いて統計処理している。例えば、天ぷら油で火災となった場合には、発火源＝ガステーブル、経過＝放置、着火物＝動植物油、出火箇所＝台所となる。この統計法は、日本火災学会で作られた。これらが総務省消防庁から「火災報告取扱要領」として通知されており、この要綱に従って、市町村の消防機関から都道府県、国へと報告し、火災の全国統計としている。全国で、火災の統計が正確に実施されていることが、火災予防に役立っている。昭和50年代ではガス風呂釜の空だきによる火災が多発したが、統計結果から条例化により空だき防止装置の組み込みがなされ、また、白熱スタンドの転倒OFFスイッチなども同様で、これらの同種の火災が激減したように、火災予防の対策資料としてなってきた。現在では、子供の火遊びの「簡易ライター」の簡便すぎる発火機構が問題となっているが、これらの火災統計結果が製品安全へと向かっている。消防の火災調査活動は、正確な調査結果に基づく統計の仕組みが、今まで、多くの火災予防対策へとつなげている。

## 火災調査書類
火災調査の結果は、火災調査書類として残される。すべての火災の一件ごとに、消防機関によって、火災調査書類と火災統計報告書が作成されている。通常、総括的にまとめた「火災調査書」、出火原因を判定している「火災原因判定書」、消防隊活動時の状況を記した「火災出場時の見分調書」、火災現場の焼損状況を客観的に記した「火災現場見分書」、関係者からの供述を記した「質問調書」、立証のための調査として行われ鑑定や実験の「鑑定書、鑑識見分書」などがある。これらの書式の名称は、各消防本部により異なるが、記載されている内容としては一致している。なお、火災の種別や程度により、書式の一部が省略されたり記載方法が簡略になる。
火災調査書類の公表は、消防機関の行政調査として実施されて作成されていることから、火災を管轄する消防機関の存する市町村の個人情報保護条例又は情報公開条例に従って、開示又は公表されている。一般的には、個人の自宅から出火した場合には、その個人には開示されるが、第三者には個人情報として一部開示（非開示に近い）となる。